# Pierre Grange
Pierre Grange est un directeur de la photographie et réalisateur français né le 9 avril 1961.

## Biographie
Scénariste et chef-opérateur, Pierre Grange est également musicien, travaillant avec Philippe Vincent.
Son long métrage sorti en 1995, En mai, fais ce qu'il te plaît, a obtenu le prix de la première œuvre au festival de Tróia (Portugal) et le Bayard du meilleur scénario au festival de Namur.

## Filmographie
Réalisateur et scénariste
- 1995 : En mai, fais ce qu'il te plaît
- 2001 : Phi & Ily's Box (court métrage)

Directeur de la photographie
- 1990 : Bal perdu de Daniel Benoin (téléfilm)
- 2001 : Phi & Ily's Box (court métrage)
- 2006 : Deuxième mouvement de Pascal Voisine (court métrage)
- 2008 : Tentations (court métrage)
- 2012 : Erreur_1067  de Philippe Vincent (+ coscénariste)